# Ivánivka (Chernígov)
Ivánivka (ucraniano: Іва́нівка) es un municipio rural de Ucrania perteneciente al raión de Chernígov de la óblast de Chernígov.
En 2020, el territorio del actual municipio tenía una población de unos siete mil habitantes, de los que unos mil cuatrocientos vivían en el propio pueblo de Ivánivka y el resto repartidos en dieciséis pedanías. El municipio se formó en 2016 mediante la fusión de los consejos rurales de Ivánivka, Budy, Krasne, Ládynka y Slobodá, a los que se añadieron Anýsiv y Piský en 2020. Además de esos siete pueblos, pertenecen al actual municipio otros diez: Kolychivka, Yáhidne, Zolotynka, Skorínets, Drutské, Víktorivka, Drachívshchyna, Lukashivka, Yenkiv, y Pidhirne.
Se ubica unos 10 km al sur de Chernígov, en la salida de la capital regional por la carretera M01, que aquí da acceso a la E95 que lleva a Kiev.

## Historia
Originalmente, la localidad se denominaba "Yánivka". Se conoce la existencia del pueblo desde 1635, cuando se menciona en unos documentos por los que Vladislao IV de Polonia autoriza a la szlachta local a reorganizar sus propiedades en los terrenos de la zona. Tras la rebelión de Jmelnitski, el pueblo dejó de ser un señorío nobiliario y pasó a pertenecer a un monasterio de Chernígov entre 1659 y 1786. En el siglo XIX pasó a ser la sede administrativa de una vólost, en el uyezd de Chernígov en la gobernación de Chernígov. En 1932 tuvo lugar aquí una rebelión contra los comunistas por la confiscación de alimentos del Holodomor, que llevó a la inclusión del pueblo en las tablas negras; en 1947, se cambió ligeramente el topónimo del pueblo de "Yánivka" a "Ivánivka" como forma de borrar lo ocurrido en la década anterior. Antes de la formación del actual municipio en 2016, Ivánivka era sede de un consejo rural, que únicamente incluía como pedanías a Kolychivka y Yáhidne.